# آدام کرولیکیویچ
آدام کرولیکیویچ (لهستانی: Adam Królikiewicz؛ ‏ ۹ دسامبر ۱۸۹۴ – ۴ مهٔ ۱۹۶۶) افسر (ارتش) اهل لهستان بود.
وی همچنین برندهٔ جوایزی همچون لژیون دونور شده‌است.